# Five Nights at Freddy's AR: Special Delivery
 (février 2021).
Si vous disposez d'ouvrages ou d'articles de référence ou si vous connaissez des sites web de qualité traitant du thème abordé ici, merci de compléter l'article en donnant les références utiles à sa vérifiabilité et en les liant à la section « Notes et références ».
Five Nights at Freddy’s AR: Special Delivery, abrégé en FNaF AR ou FNaF AR SD, est un jeu vidéo en réalité augmentée développé par Illumix et édité par Scott Games. Il est disponible en free-to-play sur Android et iOS entre novembre 2019 et le 14 mars 2024. C'est le premier jeu de la franchise Five Nights at Freddy's à être sorti initialement sur mobile. Utilisant la réalité augmentée, le jeu ne fonctionne donc uniquement sur les téléphones portables disposant d'un système de reconnaissance de la réalité augmentée (Google AR pour les smartphones sous Android et ARKit pour les téléphones sous Apple).

## Système de jeu
Le jeu consiste à électrocuter les animatronics afin éviter de se prendre un Jumpscare, système est similaire aux autres jeux de la série Five Night At Freddy's). Il y a 11 nouveaux animatroniques, dont Freddy Frostbear, Shamrock Freddy, Chocolate Bonnie, Easter Bonnie, VR Toy Freddy, Highscore Toy Chica, System Error Toy Bonnie, 8-bit Baby, Radioactive Foxy, Toxic Springtrap, Firework Freddy, les autres étant apparus dans FNAF 1, 2, Springtrap de FNAF 3 et Baby de FNAF 5.
Le personnage de ce jeu ne peut pas attaquer.

## Personnages
- Freddy Fazbear
- Bonnie the Bunny
- Chica the chicken
- Cupcake/Carl
- Foxy the fox
- Endo-01
- Balloon Boy
- Shadow Bonnie
- Springtrap
- Circus Baby
- Toy Freddy
- Toy Bonnie
- Toy Chica
- Mangle
- Freddy Frostbear
- Shamrock Freddy
- Chocolate Bonnie
- Easter Bonnie
- VR Toy Freddy
- Highscore Toy Chica
- System Error Toy Bonnie
- 8-bit Baby
- Radioactive Foxy
- Toxic Springtrap
- lefty
- Liberty Chica
- Flamethrower Bare Endo
- Broiler Baby
- Scorching Chica
- Springtrap Clown
- Ballora
- Black ice froosbear
- Artic Ballora
- Swamp BB